# Norwegischer Fußballpokal der Männer 1931
Der norwegische Fußballpokal 1931 (kurz auch NM-Cup 1931 genannt) war die 30. Austragung des Fußballpokalwettbewerbs der Männer. Pokalsieger wurde der Odds BK. Das Team setzte sich im Finale gegen Mjøndalen IF durch.

## 1. Runde
| Datum      |                       | Ergebnis  |                        |
| ---------- | --------------------- | --------- | ---------------------- |
| 09.08.1931 | Bangsund IL           | 3:2       | Namsos IL              |
|            | IF Birkebeineren      | 2:2 n. V. | IF Tønsberg-Kameratene |
|            | IL Braatt             | 2:2 n. V. | SK Rollon              |
|            | Brann Bergen          | 7:0       | Høyanger IF            |
|            | Briskebyen FL         | 2:6       | Lillestrøm SK          |
|            | IL Brodd              | 2:4 n. V. | Flekkefjord FK         |
|            | Bygdø BK              | 0:2       | SK Gjøa                |
|            | Bøn FK                | 1:0       | FK Fremad Lillehammer  |
|            | SBK Drafn             | 10:00     | Hasle FK               |
|            | Drøbak IF             | 0:5       | Lisleby FK             |
|            | Dæhlenengen SBK       | 5:1       | Strømmen IF            |
|            | Egersunds IK          | 4:0       | FK Donn                |
|            | Eidsvold Turn         | 0:1       | FK Lyn                 |
|            | SK Falk Horten        | 3:2       | Eiker SBK              |
|            | Fossekallen IL        | 0:2       | Vålerenga Oslo         |
|            | Fredrikstad FK        | 18:10     | Stabæk IF              |
|            | SK Freidig            | 1:3       | Ranheim IL             |
|            | IK Grane Arendal      | 2:3       | FK Vigør               |
|            | Grue IL               | 4:1       | Trysilgutten IL        |
|            | SK Hardy              | 9:2       | Minde IL               |
|            | Holmestrand IF        | 7:0       | IF Gråbein             |
|            | Jevnaker IF           | 3:6       | Berger IL              |
|            | Kongsvinger IL        | 0:7       | Frigg Oslo FK          |
|            | Kragerø IF            | 0:9       | Fram Larvik            |
|            | Kvik Halden FK        | 5:2       | Grane SK Sandvika      |
|            | FK Kvik Trondheim     | 10:00     | Steinkjer FK           |
|            | Larvik Turn           | 3:1 n. V. | IF Skiens-Grane        |
|            | Lierfoss FK           | 0:5       | Tistedalen TIF         |
|            | SFK Lyn Oslo          | 3:2 n. V. | Torp IF                |
|            | Molde FK              | 1:8       | Kristiansund FK        |
|            | SK Nationalkameratene | 1:7       | Neset FK               |
|            | Nordstrand IF         | 2:1       | Ski IL                 |
|            | FK Norrøna            | 2:5       | IF Liv                 |
|            | Nydalens SK           | 3:0       | Haga IF                |
|            | Odds BK               | 9:1       | IL Tell                |
|            | Orkanger IF           | 4:6 n. V. | SK Rapp                |
|            | Raufoss IL            | 12:00     | Sand IF                |
|            | Rjukan IL             | 3:1       | Skiens BK              |
|            | Roy IL                | 3:5       | FK Ørn                 |
|            | Sandefjord BK         | 2:4       | Storms BK              |
|            | Selbak TIF            | 11:00     | IF Fremad Filtvedt     |
|            | SK Snøgg              | 01:12     | Mjøndalen IF           |
|            | Start Kristiansand    | 5:0       | IF Trauma              |
|            | Strinda IL            | 0:6       | SK Brage               |
|            | SK Strong             | 12:20     | Årnes IL               |
|            | Strømsgodset IF       | 2:1       | Geithus IL             |
|            | IL Sverre             | 4:0       | Harran IL              |
|            | Sørumsand IL          | 5:3       | Eidsvold IF            |
|            | SFK Trygg Oslo        | 0:1       | Moss FK                |
|            | Tynset IF             | 1:6       | Hamar IL               |
|            | Tønsbergs TF          | 4:0       | Kongsberg IF           |
|            | Ulefoss SF            | 0:2       | IF Pors                |
|            | SK Ulf                | 3:6       | Viking Stavanger       |
|            | Ullensaker IL         | 4:2       | Kapp IF                |
|            | Urædd FK              | 14:00     | Eydehavn IF            |
|            | SK Vard Haugesund     | 5:2       | Stord IL               |
|            | Vardal IF             | 5:1       | Skeid Oslo             |
|            | Vestfossen IF         | 0:4       | Drammens BK            |
|            | Vikersund IF          | 1:2       | SK Skjold              |
|            | Viking Stavanger      | 3:1       | SK Jarl                |
|            | FBK Voss              | 0:1       | SK Djerv               |
|            | Aalesunds FK          | 3:0       | Ny-Solheim IL          |
|            | Årstad IL             | 3:5       | SK Ulabrand            |
|            | Ås IL                 | 00:12     | Sarpsborg FK           |

### Wiederholungsspiele
| Datum      |                        | Ergebnis |                  |
| ---------- | ---------------------- | -------- | ---------------- |
| 16.08.1931 | IF Tønsberg-Kameratene | 3:4      | IF Birkebeineren |
|            | SK Rollon              | 3:1      | IL Braatt        |

## 2. Runde
| Datum      |                 | Ergebnis  |                    |
| ---------- | --------------- | --------- | ------------------ |
| 16.08.1931 | Bøn FK          | 1:3       | SFK Lyn Oslo       |
|            | SK Djerv        | 12:00     | SK Ulabrand        |
|            | Drammens BK     | 3:1       | Selbak TIF         |
|            | Egersunds IK    | 1:6       | Brann Bergen       |
|            | Flekkefjord FK  | 0:2       | Viking Stavanger   |
|            | Fram Larvik     | 14:00     | Rjukan IL          |
|            | Frigg Oslo FK   | 3:1       | Tønsbergs TF       |
|            | FK Lyn          | 3:2       | Aalesunds FK       |
|            | Hamar IL        | 1:2       | SK Gjøa            |
|            | SK Hardy        | 3:1       | SK Strong          |
|            | Kristiansund FK | 2:1       | IL Sverre          |
|            | Lillestrøm SK   | 3:2       | Grue IL            |
|            | Lisleby FK      | 16:20     | Ullensaker IL      |
|            | IF Liv          | 0:2       | SBK Drafn          |
|            | Mjøndalen IF    | 16:00     | Sørumsand IL       |
|            | Moss FK         | 0:2       | Larvik Turn        |
|            | Neset FK        | 0:3       | SK Brage           |
|            | Odds BK         | 9:1       | Holmestrand IF     |
|            | IF Pors         | 2:3       | Dæhlenengen SBK    |
|            | Ranheim IL      | 1:4       | FK Kvik Trondheim  |
|            | SK Rapp         | 8:1       | Bangsund IL        |
|            | Raufoss IL      | 0:5       | Strømsgodset IF    |
|            | Sarpsborg FK    | 8:0       | Nordstrand IF      |
|            | SBK Skiold      | 6:1       | Kvik Halden FK     |
|            | Stavanger IF    | 7:1       | SK Vard Haugesund  |
|            | Storms BK       | 1:2       | Fredrikstad FK     |
|            | Tistedalen TIF  | 0:1       | SK Falk Horten     |
|            | FK Vigør        | 0:2       | Start Kristiansand |
|            | Vålerenga Oslo  | 1:0       | Nydalens SK        |
|            | FK Ørn          | 5:1       | Berger IL          |
| 23.08.1931 | SK Rollon       | 3:2 n. V. | Vardal IF          |
|            | Urædd FK        | 3:1       | IF Birkebeineren   |

## 3. Runde
| Datum      |                   | Ergebnis  |                    |
| ---------- | ----------------- | --------- | ------------------ |
| 22.08.1931 | Dæhlenengen SBK   | 2:1       | SK Skjold          |
| 23.08.1931 | FK Kvik Trondheim | 3:5       | Kristiansund FK    |
| 29.08.1931 | SK Gjøa           | 3:0       | FK Ørn             |
| 30.08.1931 | SK Brage          | 6:0       | SK Rapp            |
|            | Brann Bergen      | 2:1       | Stavanger IF       |
|            | SBK Drafn         | 2:2 n. V. | Frigg Oslo FK      |
|            | SK Falk Horten    | 3:2 n. V. | Drammens BK        |
|            | Fredrikstad FK    | 3:0       | Vålerenga Oslo     |
|            | Larvik Turn       | 1:1 n. V. | Start Kristiansand |
|            | Lillestrøm SK     | 3:4 n. V. | Lisleby FK         |
|            | SFK Lyn Oslo      | 6:1       | SK Hardy           |
|            | Odds BK           | 3:2       | FK Lyn             |
|            | Sarpsborg FK      | 4:0       | SK Rollon          |
|            | Strømsgodset IF   | 0:3       | Fram Larvik        |
|            | Urædd FK          | 2:3       | Mjøndalen IF       |
|            | Viking Stavanger  | 4:0       | SK Djerv           |

### Wiederholungsspiele
| Datum      |                    | Ergebnis  |             |
| ---------- | ------------------ | --------- | ----------- |
| 06.09.1931 | Frigg Oslo FK      | 0:1       | SBK Drafn   |
|            | Start Kristiansand | 5:4 n. V. | Larvik Turn |

## 4. Runde
| Datum      |                  | Ergebnis  |                    |
| ---------- | ---------------- | --------- | ------------------ |
| 13.09.1931 | SK Brage         | 0:3       | Brann Bergen       |
|            | Fram Larvik      | 6:1       | SBK Drafn          |
|            | Fredrikstad FK   | 3:0       | SK Falk Horten     |
|            | SK Gjøa          | 0:0 n. V. | Odds BK            |
|            | Kristiansund FK  | 0:2       | Sarpsborg FK       |
|            | Lisleby FK       | 3:0       | Dæhlenengen SBK    |
|            | Mjøndalen IF     | 8:0       | Start Kristiansand |
|            | Viking Stavanger | 1:4       | SFK Lyn Oslo       |

### Wiederholungsspiel
| Datum      |         | Ergebnis |         |
| ---------- | ------- | -------- | ------- |
| 20.09.1931 | Odds BK | 3:2      | SK Gjøa |

## Viertelfinale
| Datum      |                | Ergebnis  |              |
| ---------- | -------------- | --------- | ------------ |
| 20.09.1931 | Brann Bergen   | 2:2 n. V. | Mjøndalen IF |
|            | Fredrikstad FK | 1:2       | Lisleby FK   |
|            | Sarpsborg FK   | 1:6       | Fram Larvik  |
| 04.10.1931 | SFK Lyn Oslo   | 2:3       | Odds BK      |

### Wiederholungsspiel
| Datum      |              | Ergebnis |              |
| ---------- | ------------ | -------- | ------------ |
| 04.10.1931 | Mjøndalen IF | 3:2      | Brann Bergen |

## Halbfinale
| Datum      |              | Ergebnis  |             |
| ---------- | ------------ | --------- | ----------- |
| 11.10.1931 | Mjøndalen IF | 2:1       | Fram Larvik |
|            | Odds BK      | 2:1 n. V. | Lisleby FK  |

## Finale
| Odds BK                                               | Odds BK | Mjøndalen IF | Mjøndalen IF |
| ----------------------------------------------------- | --- | --- | ------------ |
| Odds BK                                               | \| Finale \| \| 18. Oktober 1931 in Larvik (Lovisenlund Idrettsplass) \| \| Ergebnis: 3:1 (2:1) \| \| Zuschauer: 13.000 \| \| Schiedsrichter: Bjarne H. Bech \| \| Spielbericht \|                   | \| Finale \| \| 18. Oktober 1931 in Larvik (Lovisenlund Idrettsplass) \| \| Ergebnis: 3:1 (2:1) \| \| Zuschauer: 13.000 \| \| Schiedsrichter: Bjarne H. Bech \| \| Spielbericht \| | Mjøndalen IF |
| Odds BK                                               | Arne Tingberg – Nils Eriksen, Thaulow Goberg – Ernst Jacobsen, Henry Thorsen, Didrik Christensen – Olav Gundersen, Arne Gulbrandsen, William Eriksen, Jan Egeland, Ragnar Pedersen (Sigurd Johansen) | | Mjøndalen IF |
| Odds BK                                               | 1:0 Ragnar Pedersen (9.) 2:0 William Eriksen (26.) 3:1 Olav Gundersen (87.) | 2:1 Jørgen Hval (42.) | Mjøndalen IF |
| Finale                                                | | |              |
| 18. Oktober 1931 in Larvik (Lovisenlund Idrettsplass) | | |              |
| Ergebnis: 3:1 (2:1)                                   | | |              |
| Zuschauer: 13.000                                     | | |              |
| Schiedsrichter: Bjarne H. Bech                        | | |              |
| Spielbericht                                          | | |              |